# Parafia Przemienienia Pańskiego w Czersku
Parafia pw. Przemienienia Pańskiego w Czersku – rzymskokatolicka parafia należąca do dekanatu czerskiego, archidiecezji warszawskiej, metropolii warszawskiej Kościoła katolickiego, w Czersku, w gminie Góra Kalwaria, w powiecie piaseczyńskim,.w województwie mazowieckim. Obsługiwana przez księży diecezjalnych. Mieści się przy Placu Tysiąclecia. 
Parafia została erygowana w 1242. 

## Kościół parafialny
Obecny kościół parafialny pochodzi z lat 1805–1806.